# チャンバラ夫婦
『チャンバラ夫婦』（チャンバラふうふ）は、1930年に公開された成瀬巳喜男監督の日本のサイレント映画。
成瀬巳喜男の最初の監督作品。

## スタッフ
- 監督 - 成瀬巳喜男[1]
- 脚本 - 赤穂春雄[2][4]
- 原作 - 赤穂春雄[1]
- 撮影 - 杉本正二郎[1][6]

## キャスト
- 吉谷久雄[1] - 桃川八郎[2][4]
- 吉川満子[1] - 女房[4]・お妻[2]
- 青木富夫[1] - 子供・九郎[2][4]
- 若葉信子 - 女給・栄子[2][4]